# De Behault (familie 1)
De Behault is een Zuid-Nederlandse adellijke familie, gekend onder de namen de Behault de Warelles en de Behault du Carmois.

## Geschiedenis
De bewezen stamreeks begint met Quentin de Behault die in 1489 trouwde en daarmee voor het eerst wordt vermeld. De eerste adelsverheffing in 1662 ten gunste van Louis de Behault door koning Filips IV van Spanje bleef zonder gevolg, aangezien de open brieven niet werden gelicht. In 1678 verhief koning Karel II van Spanje de bevelhebber van de artillerie in Bergen, François-Jean de Behault, in de erfelijke adel.
Het is waarschijnlijk dat de familie in de vijftiende eeuw een gemeenschappelijke voorvader had met de Behault, eveneens uit Bergen. Het bewijs hiervan kon echter niet worden geleverd.
Anno 2017 leefde alleen nog de ongehuwde chef de famille als mannelijke telg, waardoor het geslacht dreigt uit te sterven.

## Enkele telgen
- Jonkheer Alexandre-Louis de Behault (1718-1787), x Marie-Thérèse de Sterling (1732-1791).
  - Charles-Guillaume de Behault de Warelles (1767-1808), x Joséphine de Blois de Quartes (1770-1829).
    - Joseph-Théodore de Behault de Warelles (zie hierna).

  - Quentin de Behault du Carmois (zie hierna).

### Joseph de Behault de Warelles
Joseph-Théodore de Behault de Warelles (Bergen, 20 mei 1795 - Quévy-le-Grand, 15 februari 1875), zoon van Charles (zie hierboven), werd in 1822 erkend in de erfelijke adel onder het Verenigd Koninkrijk der Nederlanden. Hij trouwde in 1824 met Marie Pepin (1801-1880). 
Hun enige zoon Victor de Behault (1863-1914) trouwde in 1889 met Marie-Louise de Vrière (1868-1936). Hun zoon André de Behault (1890-1896) stierf in zijn kinderjaren.

### Quentin de Behault du Carmois
- Jhr. Quentin Jean Marie de Behault du Carmois (Bergen, 16 augustus 1772 - Leuven, 21 januari 1825) werd in 1822, eveneens onder het Verenigd Koninkrijk der Nederlanden, erkend in de erfelijke adel. Hij trouwde in 1809 in Leuven met Anne-Marie Melot (1782-1820). Ze hadden zeven kinderen, onder wie:
  - Jhr. Philippe de Behault du Carmois (1805-1872), burgemeester van Tildonk, was getrouwd met Marie-Catherine van Crieken (1802-1843). Ze hadden vijf kinderen.
    - Jhr. Auguste de Behault du Carmois (1831-1898), arts, burgemeester van Tildonk.
    - Jhr. Hugues de Behault du Carmois (1833-1888), trouwde met Amélie Muls (1843-1922).
      - Jhr. Auguste de Behault du Carmois (1869-1920), arts, burgemeester van Tildonk, trouwde met Gabrielle Olivier (1869-1946).
        - Jhr. Raymond de Behault du Carmois (1905-1972), arts, burgemeester van Tildonk.

      - Jhr. Joseph de Behault du Carmois (1873-1917), ambtenaar in Congo Vrijstaat, trouwde met Amélie Peeters
        - Jhr. Auguste de Behault du Carmois (1898-1968)
          - Jhr. Maurice de Behault du Carmois (1926-1988)
            - Jhr. Marc de Behault du Carmois (1969), informaticus, hoofd en laatste mannelijke telg van het geslacht, anno 2017 ongehuwd

  - Jhr. Augustin de Behault du Carmois (1810-1856), burgemeester van Dendermonde, luitenant tijdens de Belgische Revolutie, iJzeren Kruis, kolonel van de Burgerwacht in Dendermonde, trouwde met Césarine Philipkin (1811-1844). Deze familietak is in 1937 uitgedoofd.